# Good (Morphine)
Good è l'album di esordio pubblicato nel 1992 dei Morphine, gruppo alternative rock di Boston tra i più innovativi degli anni novanta guidato da Mark Sandman (morto nel 1999 a Palestrina durante un concerto).
Malinconico, nostalgico, dalle atmosfere noir, originale, stravagante, è il primo disco di una sorta di trilogia che comprende anche i successivi Cure for Pain (1993) e Yes (1995).
Un basso a due corde e un sax tenore, due strumenti inconciliabili che producono un suono irregolare e vitreo; la batteria continua a plasmare figure in continuo movimento e avvolgenti come un leggero soffio di vento. La profonda progressione del basso risucchia gli accordi di Good in una ballata jazz; il sax baritono di Dana Colley ci conduce alle danze, Deupree affonda sui tonfi del tam tam.
Da molti è considerato una pietra miliare della musica rock degli anni novanta.

## Tracce
1. Good - 2.34
2. The Saddest Song - 2.53
3. Claire - 3.08
4. Have a Lucky Day - 3.30
5. You Speak My Language - 3.26
6. You Look Like Rain - 3.40
7. Do Not Go Quietly unto Your Grave - 3.19
8. Lisa - 0.50
9. The Only One - 2.44
10. Test-Tube Baby/Shoot'm Down - 3.10
11. The Other Side - 3.54
12. I Know You (Part I) - 2.17
13. I Know You (Part II) - 2.46

## Formazione
- Mark Sandman – basso a 2 corde, voce, organo, tritar, chitarra, pianoforte
- Dana Colley – sassofono baritono, sassofono tenore, sassofono doppio, triangolo, seconda voce
- Billy Conway – batteria, percussioni
- Jerome Deupree – batteria, percussioni nelle tracce 5 e 6